# Crazy for You
"Crazy for You" är en låt framförd av den amerikanska popartisten Madonna i dramafilmen Vision Quest från 1985. Låten gavs ut på filmens soundtrackalbum samt på singel den 2 mars 1985.